# Торопова, Вера Фёдоровна
Вера Фёдоровна Торопова (1915—2008) — советский учёный-химик, педагог, специалист в области аналитической химии и полярографии, доктор химических наук (1959), профессор (1960). Заслуженный профессор КГУ (2004). Заслуженный деятель науки ТАССР. Заслуженный деятель науки РСФСР.

## Биография
Родилась 20 ноября 1915 года в Мологе Ярославской губернии в семье Фёдора Александровича Торопова.
С 1933 по 1935 год обучалась в Казанском государственном технологическом институте и с 1935 по 1938 год на химическом факультете Казанского университета, который окончила с отличием. С 1938 по 1941 год обучалась в аспирантуре по кафедре аналитической химии. С 1941 по 1943 год в период Великой Отечественной войны работала в системе оборонной промышленности в должности старшего инженера центральной заводской лаборатории Завода № 16.
С 1943 года на педагогической работе в Казанском университете: ассистент, с 1947 года — доцент, с 1957 по 1986 год — заведующая кафедрой аналитической химии и с 1986 года — профессор этой кафедры. Одновременно с 1961 по 1964 год являлась деканом химического факультета КГУ.
В 1941 году В. Ф. Торопова была утверждена в учёной степени кандидат химических наук по теме: «Полярографическое исследование устойчивости неко-
торых комплексов железа и меди с карбоновыми кислотами», в 1959 году — доктор химических наук по теме: «Исследование комплексных соединений металлов в растворах электрохимическими методами». В 1960 году приказом ВАК ей было присвоено учёное звание — профессор. В 2004 году ей было присвоено почётное звание — Заслуженный профессор КГУ

## Научно-педагогическая деятельность
Основная научно-педагогическая деятельность В. Ф. Тороповой связана с вопросами в области исследования комплексных соединений в растворах электрохимическими методами и проблем использования каталитических методов определения малых количеств неорганических ионов, в том числе методов электроанализа и фотометрии. Под руководством В. Ф. Тороповой был разработан амперометрический метод анализа высококоэрцетивных сплавов, определены микроколичества иодида и бромида в биологических материалах, рассмотрены возможности полярографии для
изучения и анализа органических соединений в кинофотоматериалах и анализа
геологических материалов. Ей были изучены реакции органических пероксидов, рассмотрена проблема разделения и определения щелочноземельных металлов в нефтепромысловых водах, показаны возможности метода двухфазного титрования для определения некоторых органических соединений, используемых в кинофотопромышленности. В 1962 году была участницей и одним из научных организаторов Всесоюзного совещания по полярографии проведённой в Казани. Член Учёного совета КГУ и Комиссии Научного совета по аналитической химии АН СССР.
В. Ф. Торопова является автором более 300 научных работ, в том числе многочисленных монографий, под её руководством и при непосредственном участии было защищено более 5 докторов и 55 кандидатов химических наук. В. Ф. Торопова за свою педагогическую деятельность была удостоена почётных званий — Заслуженный деятель науки ТаССР и Заслуженный деятель науки РСФСР. В 1961 году награждена орденом Ленина.

## Награды
- Орден Ленина (1961)
- Заслуженный деятель науки РСФСР